# Uaru amphiacanthoides
Uaru amphiacanthoides – gatunek słodkowodnej ryby z rodziny pielęgnicowatych (Cichlidae). Bywa hodowany w akwarium domowym.

## Występowanie
Występuje w ciepłych i „ciemnych” wodach Ameryki Południowej w Brazylii i Gujanie. W dorzeczu rzeki Amazonki, szczególnie na odcinku zwanym przez mieszkańców Brazylii Solimões – od rzeki Japurá po ujście rzeki Rio Negro oraz do ujścia prawego dopływu rzeki Tapajós.

## Opis
Ciało bocznie spłaszczone z garbem tłuszczowym umiejscowionym na czole. Płetwa ogonowa o wachlarzowatym kształcie. Płetwy grzbietowa i odbytowa są u młodych ryb zaokrąglone, z wiekiem przekształcają się i u dorosłych zakończone są ostro.
Otwór gębowy uzbrojony jest w niewielkie zęby.
Barwy zmienne, w młodszym wieku ryby są ciemnobrązowe, po osiągnięciu ok. 10 cm wielkości zmieniają barwę na żółto-brązową, a ciało nakrapiane jest w jasne cętki. Ubarwienie całkiem dorosłych ryb jest od żółtawego po brązowy z niebiesko-zielonym połyskiem. Za okiem oraz przy nasadzie płetwy ogonowej występują małe, czarne plamy. Pośrodku ciała, poniżej linii bocznej plama ta jest duża. Osiąga długość 25–30 cm.

## Charakterystyka
Ryba spokojna, chętnie przebywająca wśród innych pielęgnic, m.in. wśród skalarów, paletek i dyskowców. 

## Warunki hodowlane
| Zalecane warunki w akwarium | Zalecane warunki w akwarium                |
| --------------------------- | ------------------------------------------ |
| Zbiornik                    | duży, min. 150 l                           |
| Temperatura wody            | 26–28 °C                                   |
| Twardość wody               | miękka, lekko kwaśna z dodatkiem garbników |
| Skala pH                    | 6,5–7                                      |
| pokarm                      | pokarm żywy i roślinny                     |
| Uwagi                       | mogą uszkadzać rośliny                     |

W akwarium chętnie przebywają wśród roślin m.in. z rodzaju Ceratopteris (np. różdżyca rutewkowata), jak i z rodzaju Echinodorus. Oświetlenie słabsze, wskazane są rośliny pływające. Woda cyklicznie częściowo wymieniana.

## Pokarm
Żywy: skorupiaki (oczliki, stawonogi (rozwielitki), skrobane mięso wołowe (serce), dżdżownice.
Roślinny: m.in. parzona kasza manna, drobne części roślin

## Rozmnażanie
Tarło w oddzielnym zbiorniku w wodzie miękkiej (ok. 6°n). Ikra składana jest na dużym liściu, odwróconej dnem do góry doniczce. Po dokładnym oczyszczeniu miejsca składania ikry para przystępuje do jej złożenia. Podczas tego aktu u ryb uwidacznia się dymorfizm płciowy w postaci kształtu pokładełka (samica posiada zaokrąglone pokładełko)
Wylęg narybku następuje po dwóch dniach. W tym czasie para rodzicielska przenosi larwy do ciemnego i spokojnego miejsca. Po kolejnych dniach młode ryby rozpoczynają samodzielne pływanie. Narybku nie należy dokarmiać, gdyż podobnie jak w przypadku dyskowców czy paletek młode są karmione specjalną wydzieliną skóry rodziców, umiejscowioną w dolnej części ciała (u rodzaju Symphysodon narybek odżywia się w górnej partii ciała). Różnica w karmieniu narybku pomiędzy Uaru a Symphysodon została opisana przez Wernera Schmettkampa w 1980 roku. Wcześniej uważano, że rozmnażają się podobnie jak ryby z rodzaju Pterophyllum.
Do 10–14 dni młodym wystarcza pokarm pobrany od rodziców. Z czasem można dokarmiać młode ryby. Podajemy larwy oczlików, rozwielitki itp. Młode ryby mają duży apetyt, są żarłoczne i szybko rosną. Wyhodowanie narybku samodzielnie jest możliwe.